# Udra ibne Abedalá Alfiri
Udra ibne Abedalá Alfiri (em árabe: عذرة بن عبد الله الفهري; romaniz.: Udhra ibn Abd Allah al-Fihri) foi uale do Alandalus em 725/6. Pode ter sido escolhido por Ambaçá para sucedê-lo como governador, mas seu mandato durou não mais do que seis meses até que completou a tarefa de retirar as tropas que Ambaçá comandou durante sua última campanha na Gália.